# Jajca elfoglalása (1527)
Jajca elfoglalása 1527-ben, körülbelül december végén következett be. A várat korábban még nagy nehezen megvédték a horvát csapatok. 1526 után Horvátország az osztrák főherceg mellé szegődött, akinek seregei kiverték Szapolyai Jánost Magyarországról, aki ezután a törököktől kért segítséget.
A törökök az ősz végén megtámadták a várat, kihasználva az országos zűrzavart a polgárháború miatt. Az ostromot Gázi Hüszrev szandzsák-bég vezette, s rövidesen be is vette. Jajcát Keglevich Péter korábbi jajcai és későbbi horvát bán védte, aki előző két ostromnak is ellenállt.
Jajca elfoglalásával a törökök egyértelművé tették céljukat. A vár az észak-balkáni várlánc utolsó erőssége volt, amely feltartóztatta a Krajna, Stájerország vagy Karintia elleni nagyobb oszmán akciókat, s a várat most a törökök Ausztria és esetlegesen Észak-Itália elleni támadásuk kiindulópontjának szánták.

## Külső hivatkozások
- Györkös Attila: 1526–1528-ig tartó korszak eseményei MAGYARORSZÁGON (magyar nyelven). [2013. december 24-i dátummal az eredetiből archiválva]. (Hozzáférés: 2009. július 17.)